# Carlos Carneiro de Campos
Carlos Carneiro de Campos, 3.º vizconde con grandeza de Caravelas, fue un destacado político brasileño del siglo XIX. 

## Biografía
Carlos Carneiro de Campos nació en Salvador el 1 de noviembre de 1805, hijo del Consejero Manuel Carneiro de Campos y de Maria Inácia de Jesus Ferreira França, hija de Clemente Ferreira França, marquês de Nazaré. Su tío, marqués de Carabelas, fue un importante estadista del Imperio. Era hermano del coronel Frederico Carneiro de Campos, combatiente de la Guerra del Paraguay.
Tras servir como cadete en el batallón de Pedro I de Brasil asistió a la Escuela Militar. Pasó luego a la Universidad de Coímbra donde se graduó en derecho, completando sus estudios en París.
En 1829 fue catedrático de economía política. Continuó en la actividad académica u como secretario y director interino de esa institución hasta el 24 de octubre de 1833 cuando fue nombrado inspector del Tesoro. El 24 de noviembre de ese año fue nombrado director del Banco do Brasil, cargo que mantuvo hasta el 5 de noviembre de 1835.
En 1836 se afilió al partido Conservador.
Fue jubilado del servicio en la administración por decreto del 29 de enero de 1858.
Junto a Francisco Bernardino Ribeiro y José Ignacio Silveira da Motta entre otros fundó la Sociedad Filomática, de cuya revista fue director.
Fue diputado provincial en Bahia. Miembro de la Asamblea Provincial de São Paulo desde su instalación en 1835, fue elegido diputado nacional por São Paulo ante la Asamblea General en 1842 y en las legislaturas de 1850 y 1852. Fue senador por São Paulo desde 1857 a 1860.
Fue vicepresidente del estado de São Paulo en 1852 ejerciendo la presidencia entre el 17 de diciembre de ese año y el 4 de enero de 1853.
Presidió la provincia de Minas Gerais en tres oportunidades: del 15 de enero al 18 de abril de 1842, del 12 de noviembre de 1857 al 1 de mayo de 1859 y del 22 de septiembre de 1859 al 22 de abril de 1860.
Fue ministro de Hacienda del 31 de agosto de 1864 al 12 de mayo de 1865 en el gabinete de Francisco José Furtado.
Fue ministro de Relaciones Exteriores en tres oportunidades: gabinetes del 24 de mayo de 1862 (Zacarias de Góis e Vasconcelos), del 31 de agosto de 1864 (Furtado) y del 7 de marzo de 1871 (José Maria da Silva Paranhos).
Durante el breve gabinete Zacarias se vio involucrado en la crisis por la llamada Cuestión Christie, grave conflicto que llevó a la ruptura de relaciones diplomáticas entre el Imperio de Brasil y Gran Bretaña.
Fue honrado con el título de vizconde con grandeza por decreto del 15 de octubre de 1872. 
Recibió los títulos de Consejero de Estado (1870), Viador de su Majestad la Emperatriz, Comendador da Ordem de Cristo (Imperial Ordem de Nosso Senhor Jesus Cristo), la Gran Cruz de la Orden de Leopoldo de Bélgica, la Legión de Honor (Francia), la Orden del Águila Roja (Alemania), Orden de la Corona de Italia, Orden de la Corona de hierro de Austria, etc.
Falleció en Río de Janeiro el 28 de abril de 1878.
Había casado con Fabrícia Ferreira França y en segundas nupcias con Bárbara Galdina de Oliveira Jacques (1830-1886).
Una calle de São Paulo lleva su nombre.